# Högsta förvaltningsdomstolen
Högsta förvaltningsdomstolen er den højeste retsinstans i Sverige i forvaltningsretlige sager. Domstolen blev oprettet i 1909 som Kungliga Majestäts regeringsrätt; før dette var Högsta domstolen højeste retsinstans også i forvaltningsretlige sager. Domstolen fik det nuværende navn 1. januar 2011, og fra samme tidspunkt har dommerne titlen justitsråd (svensk: justitieråd), samme titel som dommerne i Högsta domstolen.
Högsta förvaltningsdomstolen har sit sæde i Kammarrättens hus og Sparres palass i Stockholm.